# Любодраг
Любодраг (на македонска литературна норма: Љубодраг; на албански: Lubidragi) е село в Северна Македония, в община Куманово.

## География
Селото е разположено в котловината Жеглигово на четири километра югозападно от Куманово, в полите на Скопска Църна гора.

## История
В 1994 година броят на жителите на Любодраг е 677 жители – 396 северномакедонци, 275 сърби и 6 други. Според преброяването от 2002 година селото има 686 жители.
| Националност     | Всичко |
| северномакедонци | 440    |
| албанци          | 0      |
| турци            | 0      |
| роми             | 0      |
| власи            | 0      |
| сърби            | 243    |
| бошняци          | 0      |
| други            | 3      |